# Maria Arimany i Almirón
Maria Arimany i Almirón   (Llerona, 1990) és una educadora social i escriptora catalana. El 2020 va guanyar el primer premi al concurs de narrativa curta d'El 9 Nou amb el conte «Mar de formigues». Posteriorment, el 2023, va guanyar el 43è Premi Documenta de narrativa amb el que seria el seu debut literari, Al bosc s'hi ha d'anar quan encara és fosc, un recull de contes que inclou una novel·la curta al centre.